# Miltochrista rubrata
Miltochrista rubrata là một loài bướm đêm thuộc phân họ Arctiinae, họ Erebidae.